# Viktor Troicki
Viktor Troicki, född 10 februari 1986 i Belgrad, Serbien (dåvarande Jugoslavien), är en serbisk före detta högerhänt professionell tennisspelare.

## Singeltitlar
- 2010: Moskva